# Linda L. Fagan
Linda Lee Fagan (Columbus (Ohio), 1 de julio de 1963) es una almirante estadounidense.

## Trayectoria
Ha estado vinculada a la Guardia Costera de los Estados Unidos y ejerce como la 27.º Comandante de la Guardia Costera. Anteriormente, en 2021, se convirtió en la 32.º vicecomandante de la Guardia Costera y en la primera mujer almirante de cuatro estrellas de la Guardia Costera. Antes de eso, fue comandante del Área del Pacífico de la Guardia Costera con mandatos anteriores como Adjunta de Operaciones, Políticas y Capacidades de la Guardia Costera, comandante del Primer Distrito de la Guardia Costera y comandante del Sector de la Guardia Costera de Nueva York. Fagan es también la oficial con el historial de servicio más largo en el campo de la seguridad marina. En abril de 2021, el Secretario de Seguridad Nacional de los Estados Unidos, Alejandro Mayorkas, anunció su nominación como el próximo Vicecomandante de la Guardia Costera, reemplazando a Charles W. Ray. Fue confirmada el 17 de junio de 2021 y asumió el cargo el 18 de junio de ese mismo año.